# Inerte (chimie)
En chimie, un constituant inerte, ou inerte, est une espèce chimique présente dans un milieu réactionnel mais qui n'intervient pas dans la réaction chimique. Dans l'équation-bilan de celle-ci, son coefficient stœchiométrique est nul : {\displaystyle \nu =0}. Un inerte n'est donc ni consommé, ni produit, ni transformé par la réaction.
Toutefois, un inerte intervient dans le calcul des concentrations des réactifs et produits, et sa présence, ou son absence, peut en conséquence déplacer un équilibre chimique.

## Stœchiométrie
Dans une équation-bilan, le coefficient stœchiométrique d'un constituant inerte est nul, soit {\displaystyle \nu =0} : il n'intervient pas dans cette réaction.
On considère par exemple la combustion d'un alcane {\displaystyle {\rm {C_{n}H_{2n+2}}}} en présence d'air, composé d'environ 21 % d'oxygène {\displaystyle {\rm {O_{2}}}} et 79 % d'azote {\displaystyle {\rm {N_{2}}}} :
dans laquelle {\displaystyle {\rm {CO_{2}}}} est le dioxyde de carbone et {\displaystyle {\rm {H_{2}O}}} l'eau ; {\displaystyle {\rm {n}}} est le nombre d'atomes de carbone présents dans l'alcane. L'azote se trouve dans les réactifs (substances de gauche de l'équation) et les produits (substances de droite de l'équation) en quantités égales. On peut donc simplifier cette équation, et le terme en azote disparait de part et d'autre de l'équation :
Dans cette réaction, l'azote est un inerte. On pourrait écrire, selon la convention stœchiométrique (coefficients négatifs pour les réactifs et positifs pour les produits) :

## Effet d'un inerte sur un équilibre chimique
De façon générale, dans le cas des milieux réactionnels assimilables à des solutions idéales, y compris les mélanges de gaz parfaits, l'ajout d'un inerte à volume et température constants est sans effet sur un équilibre chimique. Par contre, à pression et température constantes cet ajout déplace l'équilibre dans le sens qui fait augmenter la quantité de matière du milieu.
Par exemple, un électrolyte faible {\displaystyle {\rm {CA}}} totalement dissout dans de l'eau se dissocie partiellement selon la réaction :
avec {\displaystyle {\rm {C^{z+}}}} le cation et {\displaystyle {\rm {A^{z-}}}} l'anion associés, et {\displaystyle {\rm {z}}} le nombre de charges de ces ions. À l'équilibre, les concentrations des trois espèces sont liées par la relation :
avec {\displaystyle K_{\rm {d}}} la constante de dissociation de l'électrolyte. Dans cette réaction l'eau est le solvant.
Si l'on ajoute de l'eau, les trois concentrations diminuent. En conséquence, pour rétablir l'équilibre, la réaction se déplace dans le sens de la production du cation et de l'anion. Il s'agit de la loi de dilution d'Ostwald : la dilution d'un électrolyte faible induit le déplacement de la réaction dans le sens de la dissociation de l'électrolyte. Inversement, l'extraction de l'eau du milieu réactionnel augmente les concentrations et déplace l'équilibre vers la formation de l'électrolyte non dissocié.
Dans cette réaction à pression et température constantes, l'eau est un inerte, mais sa présence a une influence sur l'équilibre de la réaction.